# Збройні сили Танзанії
Сили народної оборони Танзанії (суах. Jeshi la Ulinzi la Wananchi wa Tanzania, JWTZ) — сукупність військ Об'єднаної Республіки Танзанія, призначена для захисту свободи, незалежності і територіальної цілісності держави. Складаються з сухопутних військ, військово-морських сил та повітряних сил.

## Історія
Збройні сили Танзанії, створені у вересні 1964 року, після повстання колишньої колоніальної військової сили — «Танганьїцькі стрільці» (англ. Tanganyika Rifles). З моменту свого заснування основоположним для нинішнього війська країни є те, що воно має бути народним збройним формуванням під цивільним контролем. На відміну від деяких сусідів, Танзанія ніколи не зазнавала державного перевороту чи громадянської війни.

## Загальні відомості
Перед збройними силами Танзанії ставиться особлива місія: захищати Танзанію і все танзанійське, насамперед людей та їхню політичну ідеологію. Танзанійці можуть добровільно вступати на військову службу з 15 років, а з 18 років для тих, хто закінчив середню школу діє військовий обов'язок. Станом на 2004 рік, обов'язкова військова служба тривала 2 роки.